# Gareila patruelis
Gareila patruelis är en stekelart som först beskrevs av Holmgren 1864.  Gareila patruelis ingår i släktet Gareila och familjen brokparasitsteklar. Arten är reproducerande i Sverige. Inga underarter finns listade i Catalogue of Life.